# Loja, Ecuador
Loja  este un oraș din Ecuador cu 129.121 locuitori. 
| Date climatice pentru Loja, Ecuador                                  | Date climatice pentru Loja, Ecuador | Date climatice pentru Loja, Ecuador | Date climatice pentru Loja, Ecuador | Date climatice pentru Loja, Ecuador | Date climatice pentru Loja, Ecuador | Date climatice pentru Loja, Ecuador | Date climatice pentru Loja, Ecuador | Date climatice pentru Loja, Ecuador | Date climatice pentru Loja, Ecuador | Date climatice pentru Loja, Ecuador | Date climatice pentru Loja, Ecuador | Date climatice pentru Loja, Ecuador | Date climatice pentru Loja, Ecuador |
| Luna                                                                 | Ian                                 | Feb                                 | Mar                                 | Apr                                 | Mai                                 | Iun                                 | Iul                                 | Aug                                 | Sep                                 | Oct                                 | Nov                                 | Dec                                 | Anual                               |
| -------------------------------------------------------------------- | ----------------------------------- | ----------------------------------- | ----------------------------------- | ----------------------------------- | ----------------------------------- | ----------------------------------- | ----------------------------------- | ----------------------------------- | ----------------------------------- | ----------------------------------- | ----------------------------------- | ----------------------------------- | ----------------------------------- |
| Maxima medie °C (°F)                                                 | 23 (73)                             | 22 (72)                             | 23 (73)                             | 23 (73)                             | 23 (73)                             | 22 (72)                             | 22 (72)                             | 22 (72)                             | 23 (73)                             | 24 (75)                             | 24 (75)                             | 24 (75)                             | 22,9 (73,3)                         |
| Minima medie °C (°F)                                                 | 8 (46)                              | 8 (46)                              | 7 (45)                              | 8 (46)                              | 7 (45)                              | 7 (45)                              | 7 (45)                              | 6 (43)                              | 7 (45)                              | 6 (43)                              | 5 (41)                              | 6 (43)                              | 6,8 (44,3)                          |
| Ploaie mm (inches)                                                   | 91.8 (3.614)                        | 113.1 (4.453)                       | 126.9 (4.996)                       | 87.8 (3.457)                        | 55.3 (2.177)                        | 57.0 (2.244)                        | 57.7 (2.272)                        | 47.1 (1.854)                        | 47.1 (1.854)                        | 72.7 (2.862)                        | 58.7 (2.311)                        | 77.3 (3.043)                        | 892,5 (35,138)                      |
| Nr. mediu de zile ploioase (≥ 1.0 mm)                                | 14                                  | 15                                  | 16                                  | 13                                  | 11                                  | 10                                  | 10                                  | 9                                   | 8                                   | 11                                  | 8                                   | 11                                  | 136                                 |
| Ore însorite                                                         | 124                                 | 113                                 | 124                                 | 120                                 | 155                                 | 150                                 | 155                                 | 155                                 | 150                                 | 155                                 | 180                                 | 155                                 | 1.736                               |
| Sursa nr. 1: Loja Climate Guide                                      |                                     |                                     |                                     |                                     |                                     |                                     |                                     |                                     |                                     |                                     |                                     |                                     |                                     |
| Sursa nr. 2: Climatological normals of Loja (rainfall and rain days) |                                     |                                     |                                     |                                     |                                     |                                     |                                     |                                     |                                     |                                     |                                     |                                     |                                     |